# La Renta
La Renta är en ort i Mexiko.   Den ligger i kommunen Jantetelco och delstaten Morelos, i den sydöstra delen av landet, 80 km söder om huvudstaden Mexico City. La Renta ligger 1 444 meter över havet och antalet invånare är 148.
Terrängen runt La Renta är kuperad söderut, men norrut är den platt. Runt La Renta är det ganska tätbefolkat, med 134 invånare per kvadratkilometer. Närmaste större samhälle är Cuautla Morelos, 16,0 km nordväst om La Renta. Omgivningarna runt La Renta är en mosaik av jordbruksmark och naturlig växtlighet.